# Leptidea morsei
Leptidea morsei är en fjärilsart som beskrevs av Fenton 1881. Leptidea morsei ingår i släktet Leptidea och familjen vitfjärilar. Inga underarter finns listade i Catalogue of Life.

## Bildgalleri

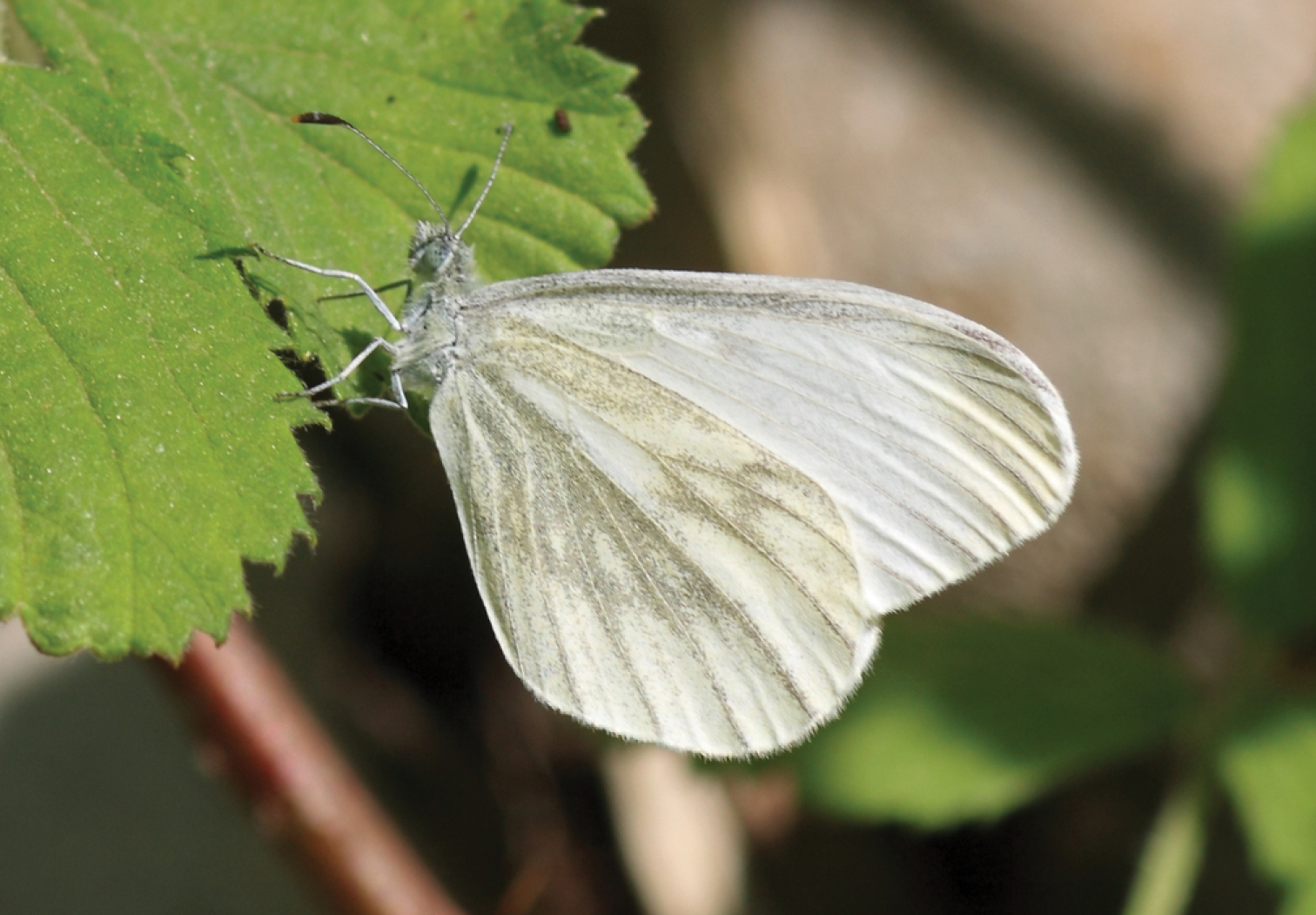